# 2024年悉尼邦代匯持刀傷人事件
2024年4月13日，澳洲新南威爾斯州悉尼邦代匯西田購物中心發生持刀傷人事件，造成包括嫌疑人在內的七人死亡，其他數人受傷，其中包括一名九個月大的嬰兒。40歲的男性嫌疑人被警察當場擊斃。

## 襲擊經過
據新南威爾斯警方表示，嫌疑人首次進入雪梨西田邦代匯購物中心的時間約為澳洲東部標準時間下午三時十分。據稱他曾離開購物中心並在十分鐘後持刀返回。嫌疑人在下午三時二十分回到購物中心後開始持刀傷人。兇手行兇時有意避开男性，並且故意针对女性。據報導，新南威爾斯警方在下午4時前不久接到多人被刺傷的報告後趕到現場。該建築物隨即被疏散，週邊區域的公共交通線路被臨時調整。
據報導，一名女督察艾米·史考特（Amy Scott）在建築物的五樓與嫌疑人對峙時向其胸部射擊，並在嫌疑人倒地後立即對其進行心肺復甦。
此次事故的遇難者包括一名來自格魯吉亞的55歲遊客、30歲巴基斯坦裔的男性保安、一名中国留學生、受傷嬰兒的母親。除了男性保安外，其他遇難者均為女性。

## 兇手
兇手是一名來自昆士蘭州图文巴的40歲男子，名叫乔尔·考奇（Joel Cauchi）。他於2024年3月來到悉尼。
兇手沒有工作，單身，也沒有子女。兇手17岁时被诊断出患有一定程度的精神疾病。隨著年齡增長，兇手的心理健康狀況越來越差。

## 各方反应

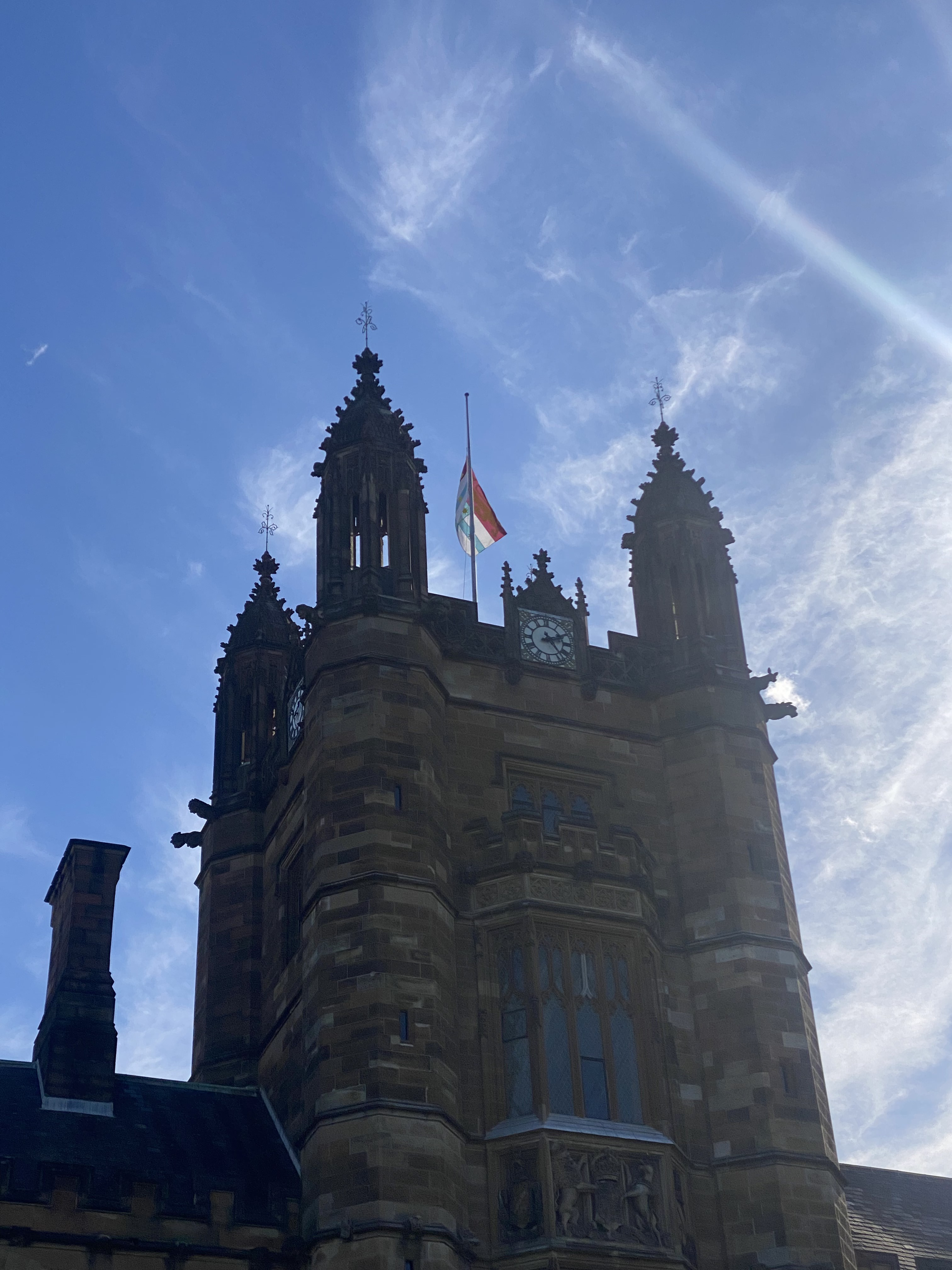
事发隔日，悉尼大学下半旗致哀

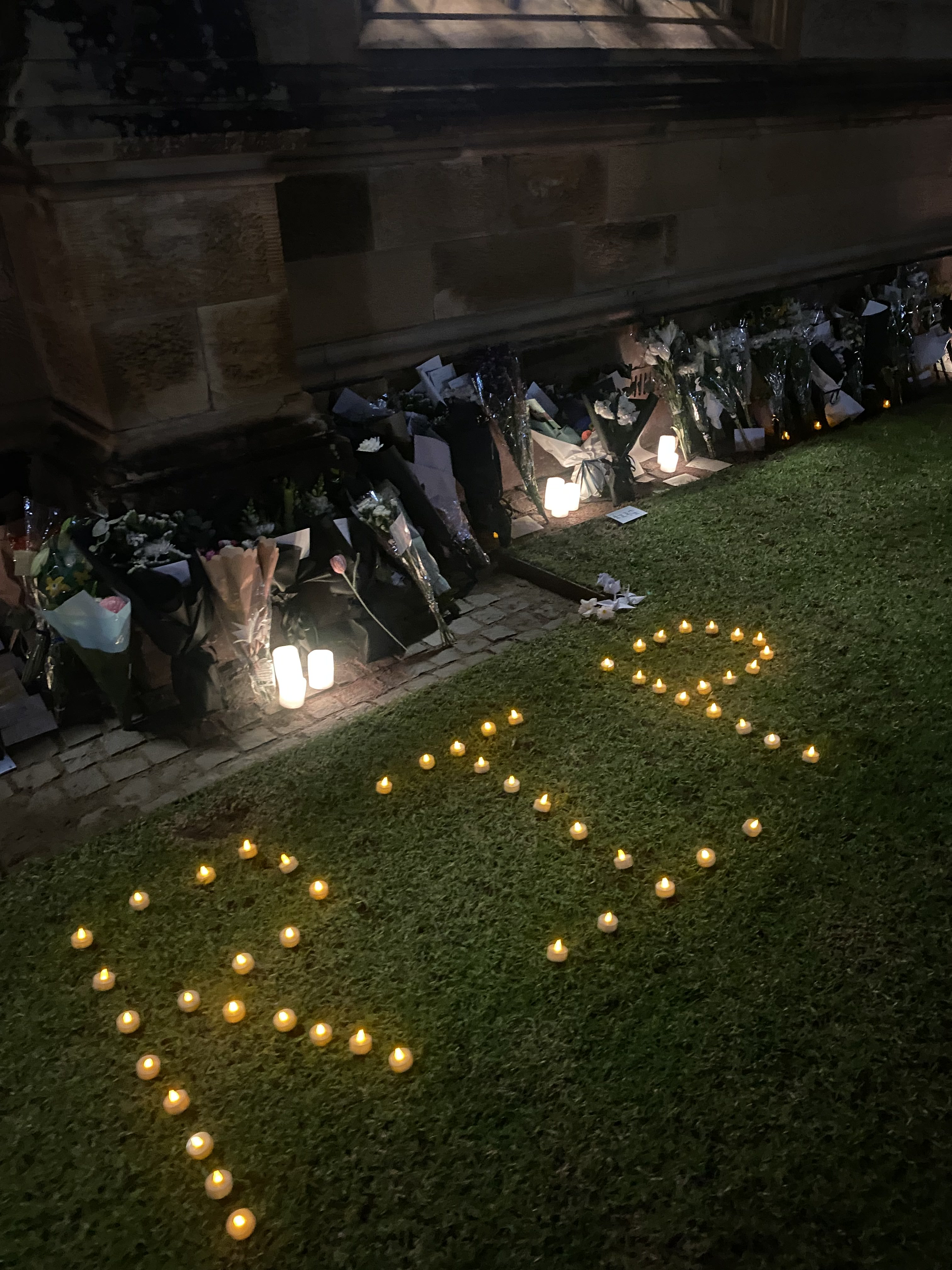
悉尼大学的悼念活动

澳大利亚总理安東尼·阿爾巴尼斯称事件是“恐怖的暴力行为”；他表示自己已听取事件的简报，同时向受害者及应急人员表示慰问。他又赞扬击毙凶手的女警艾米是“英雄”，同时指示有关方面延长仗义出手的法国建筑工人达米安的签证，诚挚邀请达米安成为澳大利亚公民。美国总统乔·拜登、英国首相里希·苏纳克、新西兰总理克里斯托弗·盧克森表示了慰问。澳洲君主查尔斯三世和卡蜜拉王后、威爾斯親王威廉及王妃凱薩琳以及教宗方濟各也表达慰问。
署理新南威爾士州州長潘妮·夏普召集内阁成员进行紧急会议，正在东京休假的州长柯民思听取了会议简报。柯民思对事件表示震惊之余，也和潘妮一道向受害者及应急人员表示慰问。4月15日，柯民思表示正考虑为遇难者设立永久的纪念碑。新南威尔士州政府设置了网上的吊唁册。凶手来自昆士兰州的传出后，昆士兰州州长史蒂芬·迈尔斯表示会全力协助调查。与此同时，昆士兰州各大商场的警力有所增加。
4月14日的北墨尔本对阵吉朗的澳大利亞澳式足球聯盟比赛中，北墨尔本全员佩戴黑色袖标，向在事件中遇难的阿什莉·古德，也就是俱乐部董事会主席、退役球员凯瑞·古德的女儿致哀。
案发第二天，有民众在邦代汇购物中心靠牛津街的入口处向遇害者献花，有志愿者到场提供心理辅导。阿尔巴尼斯宣布4月15日为全国哀悼日，各地政府大楼及地标建筑降半旗致哀。当晚悉尼歌剧院打出黑丝带投影。